# MPG
MPG (англ. N-methylpurine DNA glycosylase) – білок, який кодується однойменним геном, розташованим у людей на короткому плечі 16-ї хромосоми. Довжина поліпептидного ланцюга білка становить 298 амінокислот, а молекулярна маса — 32 869.
| 10         |  | 20         |  | 30         |  | 40         |  | 50         |
| ---------- |  | ---------- |  | ---------- |  | ---------- |  | ---------- |
| MVTPALQMKK |  | PKQFCRRMGQ |  | KKQRPARAGQ |  | PHSSSDAAQA |  | PAEQPHSSSD |
| AAQAPCPRER |  | CLGPPTTPGP |  | YRSIYFSSPK |  | GHLTRLGLEF |  | FDQPAVPLAR |
| AFLGQVLVRR |  | LPNGTELRGR |  | IVETEAYLGP |  | EDEAAHSRGG |  | RQTPRNRGMF |
| MKPGTLYVYI |  | IYGMYFCMNI |  | SSQGDGACVL |  | LRALEPLEGL |  | ETMRQLRSTL |
| RKGTASRVLK |  | DRELCSGPSK |  | LCQALAINKS |  | FDQRDLAQDE |  | AVWLERGPLE |
| PSEPAVVAAA |  | RVGVGHAGEW |  | ARKPLRFYVR |  | GSPWVSVVDR |  | VAEQDTQA   |

A: Аланін

C: Цистеїн

D: Аспарагінова кислота

E: Глутамінова кислота

F: Фенілаланін

G: Гліцин

H: Гістидин

I: Ізолейцин

K: Лізин

L: Лейцин

M: Метіонін

N: Аспарагін

P: Пролін

Q: Глутамін

R: Аргінін

S: Серин

T: Треонін

V: Валін

W: Триптофан

Кодований геном білок за функціями належить до гідролаз, фосфопротеїнів. 
Задіяний у таких біологічних процесах, як пошкодження ДНК, репарація ДНК, альтернативний сплайсинг. 
Локалізований у цитоплазмі, ядрі, мітохондрії, мітохондріальному нуклеоїді.